# Charles Robinson (Schauspieler)
Charles Robinson (* 9. November 1945 in Houston, Texas; † 11. Juli 2021 in Los Angeles, Kalifornien) war ein US-amerikanischer Schauspieler, der durch seine langjährige Rolle in der Serie Harrys wundersames Strafgericht bekannt wurde.

## Leben
Robinson begann seine Schauspielkarriere 1971 mit Gastrollen in Fernsehserien. Mitte der 1970er Jahre spielte er auch in einigen Blaxploitation-Spielfilmen, seine Karriere blieb jedoch ansonsten weitgehend auf Fernsehrollen beschränkt. 1983 spielte er eine der Hauptrollen in der Serie Buffalo Bill, die jedoch nach einer Staffel eingestellt wurde. Der Sendeplatz wurde von der neuen Sitcom Harrys wundersames Strafgericht übernommen. Ab der zweiten Staffel bis zur Einstellung der Serie 1992 spielte Robinson in 182 Folgen die Rolle des Gerichtsdieners Mac Robinson. Zwischen 1990 und 1992 führte er in drei Episoden der Serie die Regie. Von 1995 bis 1999 hatte er eine wiederkehrende Gastrolle als Bud Harper in der Sitcom Hör mal, wer da hämmert. 2006 spielte er in landesweit ausgestrahlten Werbespots des US-amerikanischen Mobilfunkbetreibers Sprint Nextel. Sein schauspielerisches Schaffen umfasst mehr als 110 Film- und Fernsehproduktionen, er war bis in sein Todesjahr schauspielerisch aktiv.
Robinson war in dritter Ehe verheiratet und Vater von vier Kindern. Er starb im Juli 2021 im Alter von 75 Jahren an den Folgen einer Krebserkrankung.

## Filmografie (Auswahl)
- 1971: Drive, He Said
- 1974: Die schwarzen Zombies von Sugar Hill (Sugar Hill)
- 1975: The Black Gestapo
- 1975: Cannon (Fernsehserie, Folge To Still the Voice)
- 1978: U-Boot in Not (Gray Lady Down)
- 1979: Roots – Die nächsten Generationen (Fernseh-Miniserie, Teil IV)
- 1979: Lou Grant (Fernsehserie, Folge Vet)
- 1981: Flamingo Road (Fernsehserie, 7 Folgen)
- 1982: Polizeirevier Hill Street (Hill Street Blues; Fernsehserie, Folge Pestolozzi’s Revenge)
- 1983–1984: Buffalo Bill (Fernsehserie, 18 Folgen)
- 1984: Menschen am Fluß (The River)
- 1984–1992: Harrys wundersames Strafgericht (Night Court; Fernsehserie, 180 Folgen)
- 1992–1995: Love & War (Fernsehserie, 56 Folgen)
- 1995: Der Prinz von Bel-Air (The Fresh Prince of Bel-Air; Fernsehserie, Folge To Thine Own Self Be Blue... and Gold)
- 1995–1999: Hör mal, wer da hämmert (Home Improvement; Fernsehserie, 9 Folgen)
- 1996: Alf – Der Film (Project: ALF, Fernsehfilm)
- 1996: Set It Off
- 1996–1997: Zwei in der Tinte (Ink; Fernsehserie, 22 Folgen)
- 1998: Universal Fighter (Land of the Free)
- 1998–2000: Buddy Faro (Fernsehserie, 13 Folgen)
- 1999: Beowulf
- 2002: Miss Lettie und ich (Miss Lettie and Me, Fernsehfilm)
- 2005: Charmed – Zauberhafte Hexen (Fernsehserie, Folge Show Ghouls)
- 2005: Cold Case – Kein Opfer ist je vergessen (Fernsehserie, Folge Committed)
- 2005: Dr. House (Fernsehserie, Folge Humpty Dumpty)
- 2006: How I Met Your Mother (Fernsehserie, Folge Aldrin Justice)
- 2007: My Name Is Earl (Fernsehserie, Folge Two Balls, Two Strikes)
- 2007–2014: The Game (Fernsehserie, 4 Folgen)
- 2008: House Bunny
- 2010: Shit! My Dad Says (Fernsehserie, Folge You Can’t Handle the Truce)
- 2012–2015: Hart of Dixie (Fernsehserie, 16 Folgen)
- 2015: Russell Wahnsinn (Russell Madness)
- 2015–2019: Mom (Fernsehserie, 7 Folgen)
- 2016: Pee-wee’s Big Holiday
- 2017–2018: The Guest Book (Fernsehserie, 11 Folgen)
- 2018: Navy CIS (Fernsehserie, Folge Fragments)
- 2018: This Is Us – Das ist Leben (This Is Us; Fernsehserie, 2 Folgen)
- 2020: Zuhause bei Raven (Raven’s Home; Fernsehserie, 2 Folgen)
- 2021: Senior Entourage